# Torus

Torus

Die Menge der Punkte mit dem Abstand von der Kreislinie mit Radius bilden einen Rotationstorus.

Ein Torus (Plural Tori, von lateinisch torus) ist ein mathematisches Objekt aus der Geometrie und der Topologie. Er ist eine wulstartig geformte Fläche mit einem Loch, ähnlich der Gestalt eines Rettungsrings, Fahrradschlauchs oder Donuts. Auch ein O-Ring (französisch Joint torique, wörtlich: torische Dichtung) hat die Form eines Torus.
Beispiele für im dreidimensionalen Raum eingebettete Tori sind die Rotationstori. Rotationstori sind Rotationsflächen, die man erhält, indem man einen Kreis um eine Achse rotieren lässt, die in der Kreisebene liegt und den Kreis nicht schneidet. Falls man nicht nur die Kreislinie, sondern die gesamte Kreisfläche rotieren lässt, erhält man einen Volltorus.
Anders ausgedrückt wird ein Rotationstorus aus derjenigen Menge an Punkten gebildet, die von einer Kreislinie mit Radius {\displaystyle R} den festen Abstand {\displaystyle r} mit {\displaystyle r<R} haben.

Man erhält den Torus durch Verkleben gegenüberliegender Seiten eines Parallelogramms.

Ein Torus kann auch durch Identifizieren der Seiten eines Parallelogramms konstruiert werden. Dabei wird die rechte Kante des Parallelogramms mit seiner linken Kante und die obere mit der unteren Kante verheftet. Diese Topologie benutzen auch viele Computerspiele: Verlässt ein Spielobjekt auf einer Seite das Spielfeld, so taucht es auf der gegenüberliegenden Seite wieder auf.
Beide Konstruktionen sind Spezialfälle der allgemeinen mathematischen Definition, die einen Torus als das topologische Produkt zweier Kreise definiert. Dieser Begriff spielt in zahlreichen Gebieten der Mathematik eine Rolle, neben Topologie und Differentialgeometrie ist er unter anderem in der Fourier-Analysis, der Theorie dynamischer Systeme (invariante Tori in der Himmelsmechanik), der Funktionentheorie und der Theorie elliptischer Kurven von Bedeutung.
Rotationstori liefern eine konkrete rotationssymmetrische Realisierung dieser Fläche im dreidimensionalen euklidischen Raum. Von besonderer Wichtigkeit für viele Anwendungen in theoretischer Mathematik und Physik sind sogenannte flache Tori und ihre Einbettung in den vierdimensionalen Raum. Diese haben die Krümmung null und die maximal mögliche Symmetrie.
Der Torus ist eine zweidimensionale Fläche. Allgemeiner betrachtet man in der Mathematik auch den {\displaystyle n}-Torus, eine den zweidimensionalen Torus verallgemeinernde {\displaystyle n}-dimensionale Mannigfaltigkeit. Davon abweichend finden sich in der deutschsprachigen Literatur gelegentlich auch die Bezeichnungen Doppeltorus, Tripeltorus etc. für Flächen mit zwei, drei und mehr Löchern.

## Volumen
Das Volumen des Volltorus, der vom Torus ummantelt wird, lässt sich als Volumenintegral über die Jacobi-Determinante (die Determinante der Funktionalmatrix) berechnen. Die Jacobi-Matrix zur Parametrisierung des Torus lässt sich wie folgt angeben:
{\displaystyle J_{f}={\frac {\partial \left(x,y,z\right)}{\partial \left(r,t,p\right)}}={\begin{pmatrix}\partial _{r}x&\partial _{t}x&\partial _{p}x\\\partial _{r}y&\partial _{t}y&\partial _{p}y\\\partial _{r}z&\partial _{t}z&\partial _{p}z\\\end{pmatrix}}={\begin{pmatrix}\cos(t)\cos(p)&-R\sin(t)-r\sin(t)\cos(p)&-r\cos(t)\sin(p)\\\sin(t)\cos(p)&R\cos(t)+r\cos(t)\cos(p)&-r\sin(t)\sin(p)\\\sin(p)&0&r\cos(p)\end{pmatrix}}}
Daraus folgt:
{\displaystyle \det(J_{f})=r\cdot \left(r\cos(p)+R\right)}
Die Funktionaldeterminante ist hier also gleich der Norm des Flächennormalenvektors.
{\displaystyle V=\int _{V}\mathrm {d} V=\int _{\Gamma }\det(J_{f})\ \mathrm {d} \Gamma =\int _{0}^{2\pi }\int _{0}^{2\pi }\int _{0}^{r}\left(Rr+r^{2}\cos(p)\right)\ \mathrm {d} r\ \mathrm {d} p\ \mathrm {d} t=2\pi ^{2}r^{2}R}
Man erhält also für das Volumen des Volltorus {\displaystyle V=2\pi ^{2}r^{2}R}.
Die Formel für das Volumen lässt sich so interpretieren, dass die Kreisfläche {\displaystyle A_{r}=\pi r^{2}} mit dem Umfang {\displaystyle U_{R}=2\pi R} multipliziert wird (siehe Zweite Guldinsche Regel). Dies kann man zum Verständnis in Analogie zum Zylindervolumen {\displaystyle V_{\text{zyl}}=\pi r^{2}l} setzen. Mit dem Flächeninhalt der Oberfläche verhält es sich genauso, hier werden die Umfänge {\displaystyle U_{r}=2\pi r} und {\displaystyle U_{R}=2\pi R} miteinander multipliziert (siehe Erste Guldinsche Regel). Dies steht ebenfalls in Analogie zur Zylinderoberfläche {\displaystyle O_{\text{zyl}}=2\pi rl}.
Betrachtet man nur den inneren Teil des Torus, der von der {\displaystyle z}-Achse einen Abstand kleiner gleich {\displaystyle R} hat, ergibt sich das Volumen
{\displaystyle \int _{0}^{2\pi }\int _{\tfrac {\pi }{2}}^{\tfrac {3\pi }{2}}\int _{0}^{r}\left(Rr+r^{2}\cos(p)\right)\ \mathrm {d} r\ \mathrm {d} p\ \mathrm {d} t=\pi r^{2}\left(\pi R-{\tfrac {4r}{3}}\right)}
Der äußere Teil des Torus, der von der {\displaystyle z}-Achse einen Abstand größer gleich {\displaystyle R} hat, hat das Volumen
{\displaystyle \int _{0}^{2\pi }\int _{\tfrac {3\pi }{2}}^{\tfrac {\pi }{2}}\int _{0}^{r}\left(Rr+r^{2}\cos(p)\right)\ \mathrm {d} r\ \mathrm {d} p\ \mathrm {d} t=\pi r^{2}\left(\pi R+{\tfrac {4r}{3}}\right)}

## Oberfläche
Die Oberfläche des Torus mit der obigen Parameterdarstellung ist
{\displaystyle A_{O}=4\pi ^{2}rR}
Diese Formel lässt sich entweder mit der Ersten Guldinschen Regel herleiten aus
{\displaystyle A_{O}=2\pi r\cdot 2\pi R}
oder mit Hilfe des Oberflächenintegrals
{\displaystyle A_{O}=\iint \mathrm {d} A=\int _{t=0}^{2\pi }\int _{p=0}^{2\pi }r(R+r\cos(p))\ \mathrm {d} p\ \mathrm {d} t}
berechnen. Dabei ist {\displaystyle \mathrm {d} A=r(R+r\cos(p))\ \mathrm {d} p\ \mathrm {d} t} das Oberflächenelement des Torus in der obigen Parameterdarstellung.
Der Torus berandet einen 3-dimensionalen Volltorus. Das Volumen des Volltorus beträgt {\displaystyle V=2\pi ^{2}r^{2}R} (siehe Zweiten Guldinschen Regel).
Betrachtet man nur den inneren Teil des Torus, der von der {\displaystyle z}-Achse einen Abstand kleiner gleich {\displaystyle R} hat, ergibt sich die Oberfläche
{\displaystyle \int _{t=0}^{2\pi }\int _{p={\tfrac {\pi }{2}}}^{\tfrac {3\pi }{2}}r(R+r\cos(p))\ \mathrm {d} p\ \mathrm {d} t=2\pi r\left(\pi R-2r\right)}
Der äußere Teil des Torus, der von der {\displaystyle z}-Achse einen Abstand größer gleich {\displaystyle R} hat, hat die Oberfläche
{\displaystyle \int _{t=0}^{2\pi }\int _{p={\tfrac {3\pi }{2}}}^{\tfrac {\pi }{2}}r(R+r\cos(p))\ \mathrm {d} p\ \mathrm {d} t=2\pi r\left(\pi R+2r\right)}

## Torus als Rotationsfläche
Ein Rotationstorus ist eine Rotationsfläche, die durch Rotation eines Kreises um eine in der Kreisebene liegende und den Kreis nicht schneidende Rotationsachse erzeugt wird. Ein Rotationstorus kann als Menge der Punkte beschrieben werden, die von einer Kreislinie mit Radius {\displaystyle R} den festen Abstand {\displaystyle r} haben, wobei {\displaystyle r<R} ist. In kartesischen Koordinaten {\displaystyle x,y,z} mit der {\displaystyle z}-Achse als Rotationsachse und den Mittelpunkten des rotierenden Kreises in der {\displaystyle xy}-Ebene wird er durch die Gleichung: {\displaystyle \left({\sqrt {x^{2}+y^{2}}}-R\right)^{2}+z^{2}=r^{2}}
beschrieben. Durch Beseitigen der Wurzel ergibt sich die Gleichung 4. Grades
{\displaystyle \left(x^{2}+y^{2}+z^{2}+R^{2}-r^{2}\right)^{2}=4R^{2}\left(x^{2}+y^{2}\right).}
Man kann in der Torusoberfläche eine toroidale Koordinate {\displaystyle t} und eine dazu senkrechte poloidale Koordinate {\displaystyle p} einführen. Man denkt sich den Torus als durch einen Kreis entstanden, der um eine in der Kreisebene liegende Achse rotiert wird. Den Radius des ursprünglichen Kreises nennen wir {\displaystyle r}, dieser Kreis bildet auch gleichzeitig eine Koordinatenlinie von {\displaystyle p}. Den Abstand des Kreismittelpunkts von der Achse nennen wir {\displaystyle R,} die Koordinatenlinien von {\displaystyle t} sind Kreise um die Drehachse. Beide Koordinaten sind Winkel und laufen von {\displaystyle 0} bis {\displaystyle 2\pi }.

### Parametrisierung
Die Umrechnung von Toruskoordinaten in kartesische Koordinaten erfolgt so:
{\displaystyle {\begin{pmatrix}x\\y\\z\end{pmatrix}}=R\cdot {\begin{pmatrix}\cos(t)\\\sin(t)\\0\end{pmatrix}}+r\cdot {\begin{pmatrix}\cos(t)\cdot \cos(p)\\\sin(t)\cdot \cos(p)\\\sin(p)\end{pmatrix}}={\begin{pmatrix}(R+r\cdot \cos(p))\cos(t)\\(R+r\cdot \cos(p))\sin(t)\\r\cdot \sin(p)\end{pmatrix}}}
Toruskoordinaten sind in der Kernfusionstechnologie von Bedeutung, siehe Kernfusionsreaktor.

### Ebene Schnitte
1. Schnitte mit Ebenen, die die Rotationsachse enthalten, sind Kreispaare.
2. Schnitte mit Ebenen, die zur Rotationsachse senkrecht sind, sind Kreispaare oder ein Kreis oder leer.
3. Eine zur Rotationsachse parallele Ebene schneidet aus einem Torus eine spirische Kurve aus. In Sonderfällen kann dies eine Cassinische Kurve sein.
4. Eine geneigte Ebene, die zwei Erzeugerkreise berührt, schneidet Villarceau-Kreise aus.

### Tori in der Darstellenden Geometrie
In der Darstellenden Geometrie verwendet man Teile eines Torus zur Konstruktion von Übergangsflächen zwischen Zylindern. Die Darstellung eines Torus durch seinen Umriss findet man in Umrisskonstruktionen.

## Allgemeine Definition

Der 2-dimensionale Torus als Produkt zweier Kreise

Mit {\displaystyle \mathbb {S} ^{1}} werde der Kreis (die 1-Sphäre) bezeichnet. Der {\displaystyle n}-Torus ist dann definiert durch
{\displaystyle \mathbb {T} ^{n}:=\underbrace {\mathbb {S} ^{1}\times \cdots \times \mathbb {S} ^{1}} _{n\ {\text{mal}}}},
wobei {\displaystyle \times } das Produkt topologischer Räume ist. Die im vorhergehenden Abschnitt beschriebene Rotationsfläche ist ein 2-Torus. Der 2-Torus wird meist einfach Torus genannt.

## Topologische Eigenschaften

### Struktur einer Mannigfaltigkeit
Der {\displaystyle n}-Torus ist eine topologische Mannigfaltigkeit. Dies folgt aus der Tatsache, dass der {\displaystyle n}-Torus das topologische Produkt aus {\displaystyle n} 1-Sphären ist und die 1-Sphäre selbst eine topologische Mannigfaltigkeit ist. Die 1-Sphäre ist zusätzlich auch eine differenzierbare Mannigfaltigkeit und, da das Produkt differenzierbarer Mannigfaltigkeiten wieder eine differenzierbare Mannigfaltigkeit ergibt, ist der {\displaystyle n}-Torus ebenfalls eine differenzierbare Mannigfaltigkeit. Die Dimension von {\displaystyle \mathbb {T} ^{n}} ist gleich {\displaystyle n}.

### Topologische Eigenschaften
Ebenfalls direkt aus der Definition folgt, dass der {\displaystyle n}-Torus kompakt ist. Außerdem ist er wegzusammenhängend. Im Gegensatz zur {\displaystyle n}-Sphäre ist der {\displaystyle n}-Torus für {\displaystyle n>1} nicht einfach zusammenhängend.
Die Abbildung {\displaystyle q\colon \mathbb {R} ^{n}\to \mathbb {T} ^{n}}, definiert durch {\displaystyle (x_{j})_{j}\mapsto (\exp(2\pi \mathrm {i} x_{j}))_{j}}, ist die universelle Überlagerung des {\displaystyle n}-Torus.

### Lie-Gruppe
Die 1-Sphäre, aufgefasst als Kreisgruppe, ist außerdem eine Lie-Gruppe. Da das Produkt mehrerer Lie-Gruppen mit der komponentenweisen Multiplikation wieder eine Lie-Gruppe ist, ist auch der {\displaystyle n}-Torus eine Lie-Gruppe.

## Eingebettete Tori

### Flache Tori

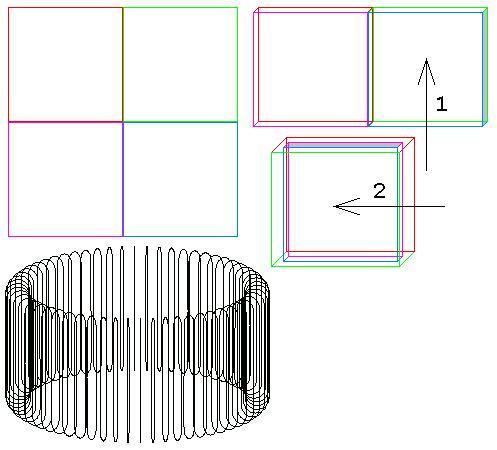
Modell eines flachen Torus: Das Papier muss nur gebogen, nicht gestreckt werden.

Da die Kreislinie {\displaystyle \mathbb {S} ^{1}} offensichtlich in den {\displaystyle \mathbb {R} ^{2}} eingebettet werden kann, kann der {\displaystyle n}-Torus {\displaystyle \mathbb {T} ^{n}:=\mathbb {S} ^{1}\times \cdots \times \mathbb {S} ^{1}\subset \mathbb {R} ^{2n}} als Teilmenge des euklidischen Raums {\displaystyle \mathbb {R} ^{2n}} aufgefasst werden. Man betrachtet auf {\displaystyle \mathbb {T} ^{n}} die riemannsche Metrik {\displaystyle g}, die durch die euklidische Metrik des Raums {\displaystyle \mathbb {R} ^{2n}} auf dem {\displaystyle n}-Torus induziert wird. Diese Metrik {\displaystyle g} ist flach, das heißt, der {\displaystyle n}-Torus ist lokal isometrisch zu einer Umgebung des {\displaystyle \mathbb {R} ^{n}}. Insbesondere ist daher seine Schnittkrümmung überall konstant null. Da der {\displaystyle n}-Torus kompakt und somit auch vollständig ist, ist er eine flache Mannigfaltigkeit. Man spricht daher auch von einem flachen {\displaystyle n}-Torus. Ein flacher 2-Torus {\displaystyle \mathbb {T} ^{2}=\mathbb {S} ^{1}\times \mathbb {S} ^{1}} kann nicht längentreu auf einen Rotationstorus im {\displaystyle \mathbb {R} ^{3}} abgebildet werden, denn die Schnittkrümmung des Rotationstorus ist nicht überall null wie beim flachen 2-Torus.
Es gibt neben der oben beschriebenen noch weitere flache Metriken auf dem Torus. Flache 2-Tori können beschrieben werden durch ein Parallelogramm, dessen gegenüberliegende Seiten zusammengeklebt werden. Äquivalent dazu können flache Tori als topologische Faktorgruppen {\displaystyle \mathbb {R} ^{2}/(\mathbb {Z} \cdot v+\mathbb {Z} \cdot w)} für zwei linear unabhängige Vektoren {\displaystyle v,w\in \mathbb {R} ^{2}} beschrieben werden. Im Spezialfall {\displaystyle v=(1,0)} und {\displaystyle w=(0,1)} erhält man den Quotienten {\displaystyle \mathbb {R} ^{2}/\mathbb {Z} ^{2}\cong (\mathbb {R} /\mathbb {Z} )^{2}}.
Elliptische Kurven über den komplexen Zahlen lassen sich mittels der Weierstraßschen Parametrisierung als {\displaystyle \mathbb {C} /L} für ein Gitter {\displaystyle L\subset \mathbb {C} } darstellen und sind dadurch (mit einer translationsinvarianten Metrik) Beispiele für flache Tori. Der Modulraum der elliptischen Kurven oder äquivalent der flachen 2-Tori ist die sogenannte Modulkurve.

### Tori im dreidimensionalen Raum
Eine 2-mal differenzierbare Einbettung des Torus in den dreidimensionalen Raum kann nicht flach sein, weil die lokalen Extrema Punkte positiver Krümmung sein müssen. Nach dem Einbettungssatz von Nash gibt es jedoch fraktale (nur 1-mal differenzierbare) Einbettungen des flachen Torus in den dreidimensionalen Raum. Diese können auch numerisch konstruiert werden.
Ein Rotationstorus ist ein im {\displaystyle \mathbb {R} ^{3}} eingebetteter 2-Torus, der als Menge der Punkte beschrieben werden kann, die von einer Kreislinie mit Radius {\displaystyle R} den festen Abstand {\displaystyle r} haben, wobei {\displaystyle r<R} ist.

### Clifford-Tori
Ein Clifford-Torus ist ein spezieller in {\displaystyle S^{3}\subset \mathbb {R} ^{4}} eingebetteter Torus. Nach der Identifizierung {\displaystyle \mathbb {R} ^{4}=\mathbb {C} ^{2}} und {\displaystyle S^{3}=\left\{(z,w)\in \mathbb {C} ^{2}\colon |z|^{2}+|w|^{2}=1\right\}} lässt sich der Standard-Cliffordtorus beschreiben als
{\displaystyle T:=\left\{(z,w)\in \mathbb {C} ^{2}\colon |z|=|w|={\frac {1}{\sqrt {2}}}\right\}\subset S^{3}}.
Weiters werden die Bilder von {\displaystyle T} unter Isometrien der Standard-Metrik {\displaystyle A\in O(3)=\operatorname {Isom} (S^{3})} als Clifford-Tori bezeichnet.
Mittels stereographischer Projektion kann man Clifford-Tori auch als in den {\displaystyle \mathbb {R} ^{3}} eingebettete Tori auffassen.
Ein Clifford-Torus ist eine Minimalfläche bzgl. der Standardmetrik auf der {\displaystyle S^{3}}. Die von Brendle bewiesene Lawson-Vermutung besagt, dass jeder als Minimalfläche in die {\displaystyle S^{3}} eingebettete Torus ein Clifford-Torus ist.

## Konstruktion aus einem Quadrat oder Würfel

### Konstruktion zweidimensionaler Tori aus einem Quadrat oder Parallelogramm

Den Torus erhält man aus einem Quadrat durch Verkleben gegenüberliegender Seiten.

Eigenschaften des 3-Torus

Im Gegensatz zur Oberfläche einer Kugel kann der Torus ohne Singularitäten auf einer ebenen, rechteckigen Fläche abgebildet werden.
Dabei wird die rechte Kante des Rechtecks oder Quadrats mit seiner linken Kante verheftet und seine untere Kante wird mit seiner oberen Kante verheftet. Diese Konstruktion funktioniert auch mit einem beliebigen Parallelogramm. Diese Topologie besitzen auch viele Computerspiele, zum Beispiel Asteroids oder Pac-Man: Verlässt ein Spielobjekt auf einer Seite das Spielfeld, so taucht es auf der gegenüberliegenden Seite wieder auf.

### Konstruktion höherdimensionaler Tori aus einem Würfel oder Parallelepiped
Beim dreidimensionalen Torus oder 3-Torus handelt es sich um einen Quader oder Würfel, dessen sechs gegenüberliegende Flächen paarweise miteinander verheftet sind.
Beim vierdimensionalen Torus oder 4-Torus handelt es sich um einen Tesserakt, dessen acht gegenüberliegende Würfel paarweise miteinander verheftet sind.
Allgemein ist der {\displaystyle n}-dimensionale Torus ein {\displaystyle n}-dimensionaler Würfel {\displaystyle [0,1]^{n}}, dessen gegenüberliegende {\displaystyle (n-1)}-Hyperwürfel paarweise miteinander identifiziert sind. Man kann ihn auch als {\displaystyle \mathbb {R} ^{n}/\mathbb {Z} ^{n}} darstellen.
Auch hier kann man statt eines {\displaystyle n}-dimensionalen Würfels ein beliebiges {\displaystyle n}-dimensionales Parallelepiped verwenden, um durch Identifizieren der Seiten einen {\displaystyle n}-dimensionalen Torus zu konstruieren.

## Sieben-Farben-Satz

Animation eines Torus. Die Oberfläche ist in 7 Gebiete mit verschiedenen Farben aufgeteilt.

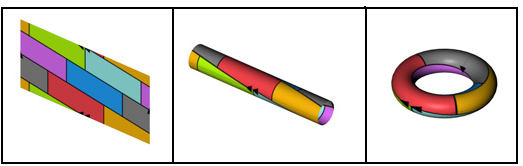
Die Oberfläche eines Torus kann so in 7 Gebiete aufgeteilt werden, dass sich jeweils zwei Gebiete berühren. Um diese Landkarte so einzufärben, dass keine zwei angrenzenden Gebiete dieselbe Farbe bekommen, sind daher 7 Farben nötig.

Der Sieben-Farben-Satz für den Torus besagt, dass 7 Farben immer ausreichen, eine beliebige Landkarte auf der Oberfläche eines Torus so einzufärben, dass keine zwei angrenzenden Länder die gleiche Farbe bekommen.
Das bedeutet, dass jeder Graph, der in den Torus eingebettet werden kann, eine chromatische Zahl von höchstens 7 hat (siehe Knotenfärbung). Weil der vollständige Graph {\displaystyle K_{7}} in den Torus eingebettet werden kann, ist die chromatische Zahl gleich 7.
In der Ebene oder auf einer Kugeloberfläche reichen weniger Farben. Der Vier-Farben-Satz besagt, dass vier Farben immer ausreichen, eine beliebige Landkarte in der euklidischen Ebene so einzufärben, dass keine zwei angrenzenden Länder die gleiche Farbe bekommen.

## Algebraischer Torus
In der Theorie algebraischer Gruppen wird Torus in einem anderen Sinn verwendet. Dort ist damit eine Gruppe gemeint, die isomorph zu einem endlichen Produkt von Kopien der multiplikativen Gruppe eines Körpers ist. Zur Abgrenzung spricht man dann von einem algebraischen Torus im Gegensatz zu einem topologischen Torus.
So ist zum Beispiel in der torischen Geometrie, dem Studium torischer Varietäten, ein Torus üblicherweise ein algebraischer Torus.

## Anwendungsbeispiele

Horntorus, z. B. eine Figur der Würfelverdoppelung, zur Verdeutlichung ist der Horntorus dargestellt als eine Aneinanderreihung gleicher Kreise, Animation mit 15 s Pause.

- Ein Rettungsring mit dem Außendurchmesser 76 Zentimeter und dem Innendurchmesser 44 Zentimeter hat die Form eines Torus. Er hat also den festen Abstand {\displaystyle r=(76\ \mathrm {cm} -44\ \mathrm {cm} )/4=8\ \mathrm {cm} } von einer Kreislinie mit dem Radius {\displaystyle R=(76\ \mathrm {cm} +44\ \mathrm {cm} )/4=30\ \mathrm {cm} }.

Daraus ergeben sich das Volumen und die Oberfläche:
Volumen: {\displaystyle V=2\cdot \pi ^{2}\cdot r^{2}\cdot R=2\cdot \pi ^{2}\cdot (8\ \mathrm {cm} )^{2}\cdot 30\ \mathrm {cm} \approx 37899\ \mathrm {cm^{3}} =37{,}899\ \mathrm {dm^{3}} =0{,}037899\ \mathrm {m^{3}} }
Oberfläche: {\displaystyle A_{O}=4\cdot \pi ^{2}\cdot r\cdot R=4\cdot \pi ^{2}\cdot 8\ \mathrm {cm} \cdot 30\ \mathrm {cm} \approx 9475\ \mathrm {cm^{2}} =94{,}75\ \mathrm {dm^{2}} =0{,}9475\ \mathrm {m^{2}} }
- Horntorus:[18] Für die Würfelverdoppelung fand Archytas von Tarent eine nach ihm benannte Kurve. Dazu verwendete er neben einem halben Zylinder und einem Kegelausschnitt auch einen Horntorus. Darin ist der Abstand {\displaystyle R} des Kreismittelpunkts von der Achse (siehe Abschnitt Torus als Rotationsfläche) gleich dem Radius {\displaystyle r} des ursprünglichen Kreises.